# Унрю
Унрю (яп. 雲龍) — японський важкий авіаносець, головний у своєму типі часів Другої світової війни.

## Бойове використання
«Унрю» вступив у стрій 6 серпня 1944 року та увійшов до складу 1-ї дивізії авіаносців. Протягом декількох місяців здійснював курс бойової підготовки у Внутрішньому морі.
13 грудня 1944 року дістав наказ доставити на Філіппіни терміновий вантаж — 30 ракет Yokosuka MXY7. У супроводі трьох есмінців («Сігуре», «Хінокі» та «Момі») корабель вийшов з Куре та вирушив до Маніли. 19 грудня, коли корабель перебував у Східнокитайському морі, приблизно за 200 миль на південний схід від Шанхаю, він був атакований американським підводним човном «Редфіш». О 16:35 одна з чотирьох випущених торпед влучила в правий борт авіаносця, корабель втратив хід та нахилився на правий борт. Через 15 хвилин, коли екіпажу вдалось відновити хід, а наслідки влучання торпеди були локалізовані, в правий борт «Унрю» в районі носового підйомника влучила ще одна торпеда (і це влучання було фатальним) — від вибуху торпеди почали детонувати розміщені на нижній палубі ракети, що викликало руйнування носової частини корабля, і протягом 7 хвилин він затонув.
Загинули 1238 офіцерів та матросів, серед них командир корабля Канаме Конісі. Есмінець «Сігуре» врятував тільки 146 людей.